# Daisuke Ikeda
Daisuke Ikeda (池田大輔 Ikeda Daisuke?) (13 de febrero de 1968) es un luchador profesional japonés, más conocido por su trabajo en BattlARTS. Junto a ello, Ikeda es fundador y actual director de Futen.

## En lucha
- Movimientos finales
  - Dai-chan Bomber[1][2] (Running leaping lariat, a veces desde una posición elevada)
  - Ikeda Lock[3] (Kimura lock)
  - Death Valley driver[1][2]
  - Muscle buster[2]

- Movimientos de firma
  - Inazuma Leg Lariat[1] (Jumping leg lariat)
  - Belly to back suplex
  - Cartwheel plancha
  - Cross armbar
  - Enzuigiri
  - Octopus hold
  - Release German suplex
  - Roundhouse kick

## Campeonatos y logros
- BattlARTS
  - Young Generation Battle (1999)

- Frontier Martial-Arts Wrestling
  - FMW Brass Knuckles Tag Team Championship (2 veces) - con Yoshiaki Fujiwara (1) y Hayabusa (1)

- Futen
  - Young Generation Battle (2008)

- Pro Wrestling NOAH
  - WLW Heavyweight Championship (1 vez)

- Tokyo Sports Grand Prix
  - Principiante del año (1995)